# Marie-Élisabeth Gabiou
Marie-Élisabeth Gabiou, née Marie-Élisabeth Lemoine, est une peintre française née à Paris vers 1761 ou 1763 et morte dans la même ville le 30 mai 1811.
Elle s'est illustrée dans l'art du portrait

## Biographie
Née vers 1761 ou 1763, Marie-Élisabeth Lemoine est issue d’une famille d’artistes ; fille de Charles Lemoine et de Marie-Anne Rousselle, elle vit avec sa famille dans l'ancien 1er arrondissement de Paris, rue Saint-Honoré-Traversière, près du Palais-Royal. Ses sœurs Marie-Victoire Lemoine et Marie-Denise Villers sont également des portraitistes accomplies. Elle épouse en 1789 son cousin Jean-Frédéric Gabiou, clerc de notaire, qui est le frère d'une autre peintre portraitiste Jeanne-Élisabeth Chaudet.
Les tableaux de Marie-Élisabeth Gabiou sont généralement signés « Eli Lemoine » ou « Elith Lemoine », et son nom est facilement confondu avec celui d'Élisabeth Lemoine, née Bouchet.
Elle meurt à Paris le 30 mai 1811,.

Sélection d'oeuvres de Marie-Élisabeth Lemoine
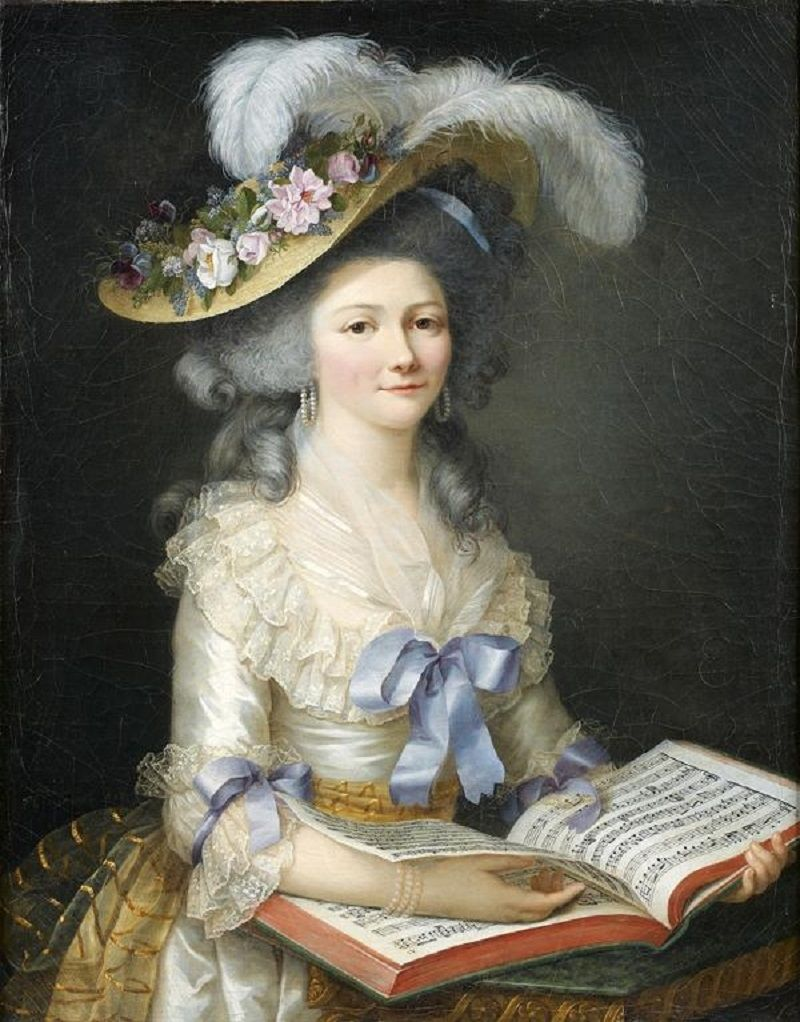
Portrait présumé de Françoise de Taulong, 1784, localisation actuelle inconnue.
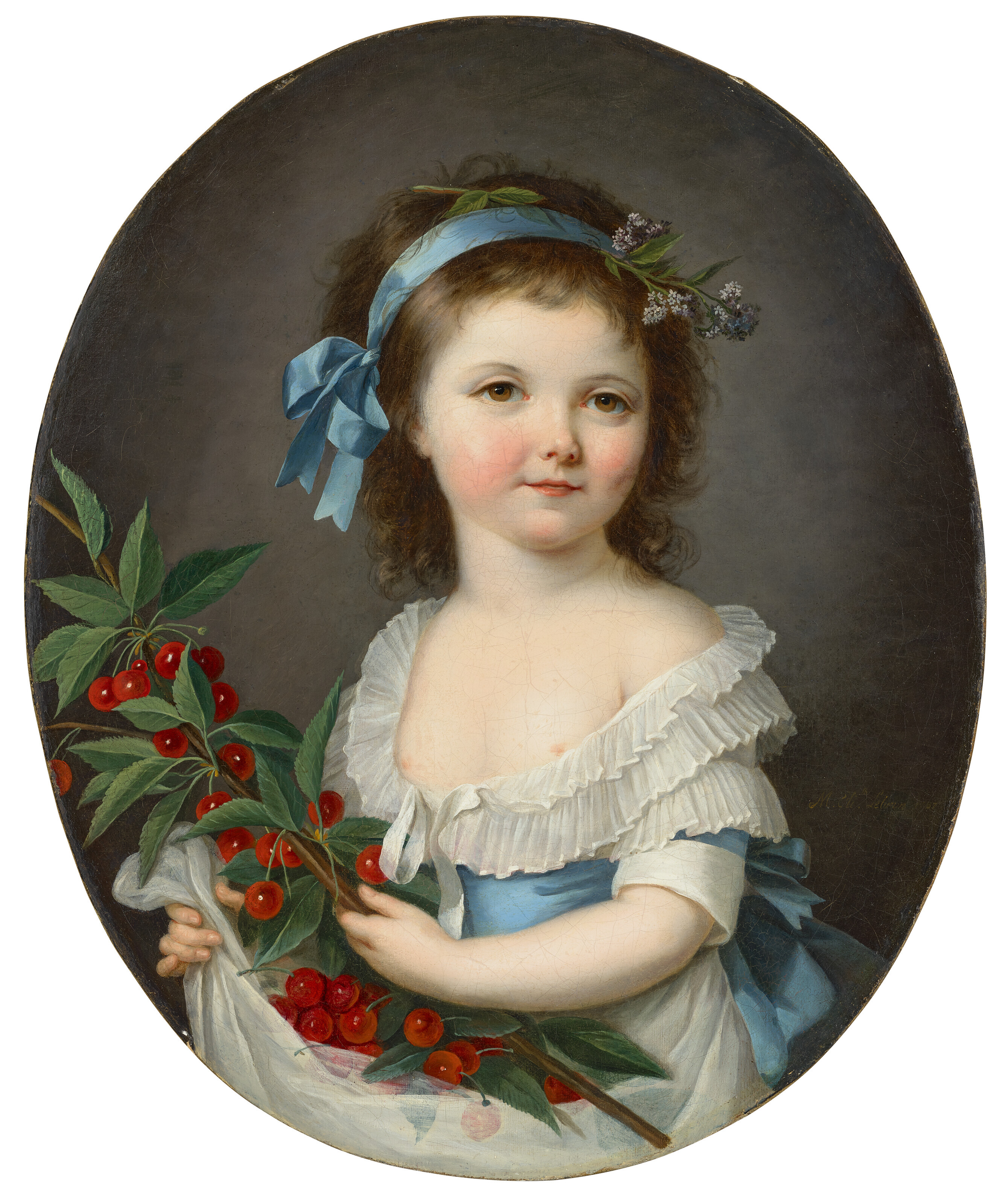
Fillette aux cerises, 1787, collection privée.
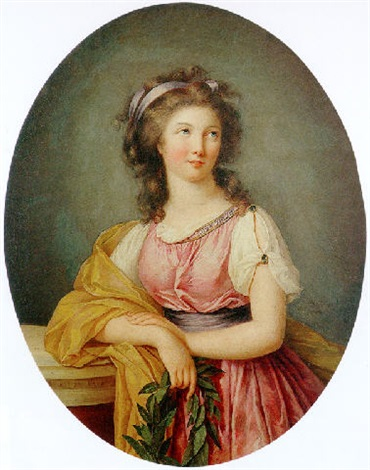
Femme tenant une couronne de lauriers, 1789, localisation actuelle inconnue.
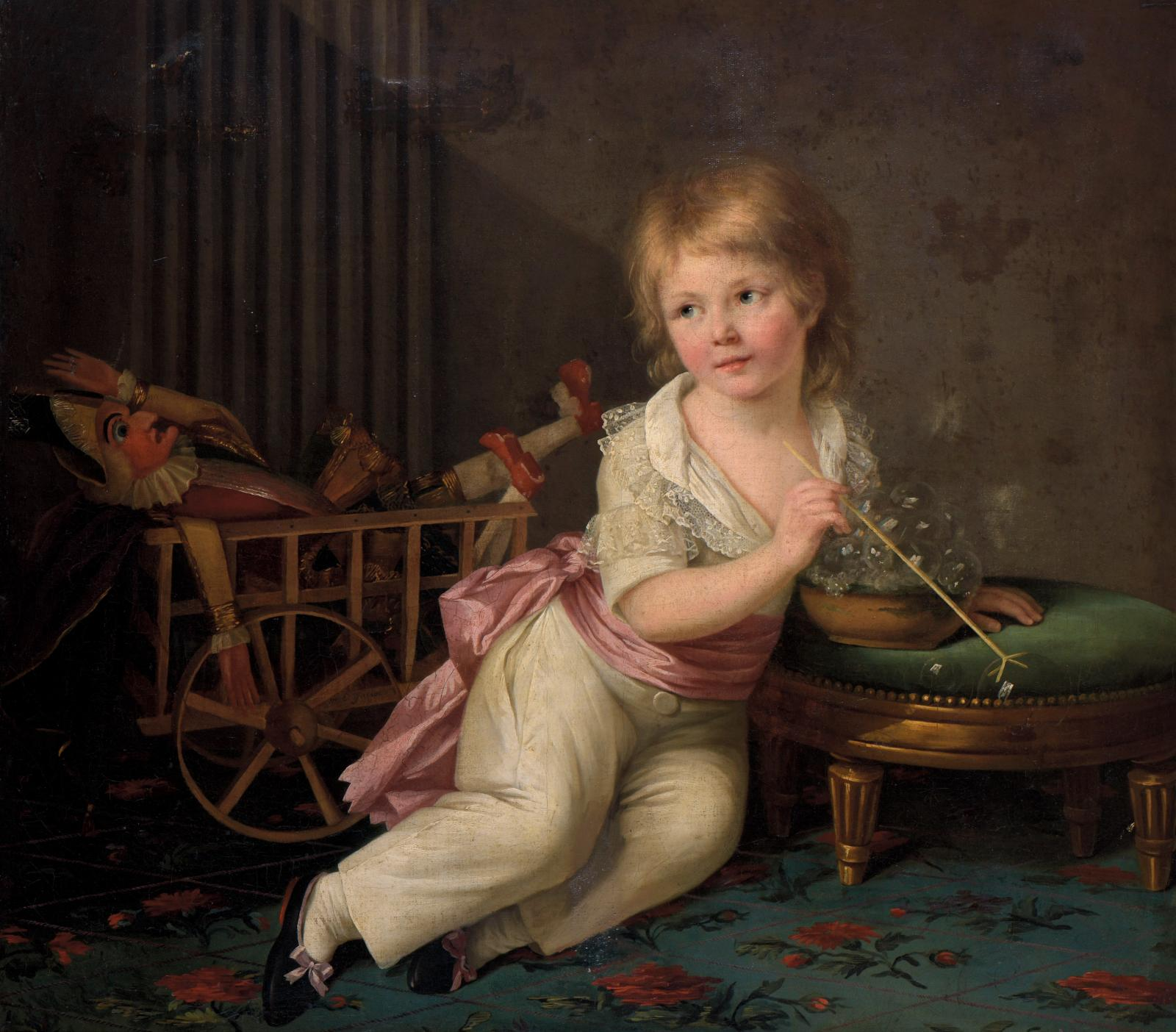
Portrait d’Henri Gabiou, fils de l'artiste, avec une charrette de jeux, jouant à faire des bulles, 1791, collection privée.